# Diplocolenus gazelicornis
Diplocolenus gazelicornis är en insektsart som beskrevs av Dlabola 1980. Diplocolenus gazelicornis ingår i släktet Diplocolenus och familjen dvärgstritar. Inga underarter finns listade i Catalogue of Life.